# Henry Salomonsen
Henry "Salle" Salomonsen (5. december 1925 København - 7. januar 2006 på  Amager), var en dansk fodboldspiller som vandt DM med B.93 i 1946, hvor han spillede 154 kampe og scorede 18 mål i perioden 1945-1957.
Henry Salomonsen begyndte som ungdomsspiller i B.93 og kom på 1. holdet som 20-årig. Han var med da klubben vandt DM-guld i sæsonen 1945/1946 og da klubben i 1953 vandt den sidste KBU-pokalturnering. Som 32-årig skiftede han til Fremad Amager, hvor han virkede i næsten 50 år.  
Henry Salomonsen deltog i mange år i indendørsstævner med "Stjerneholdet", bestående af bl.a. Per Henriksen (Frem), Dirch Passer (B.93) og Flemming Nielsen (B.93/AB). 
Henry Salomonsen søn Jørgen Salomonsen spillede 255 kampe for Fremad Amager.